# Young Gangan
Young Gangan (ヤングガンガン, Yangu Gangan) est un magazine japonais publié par Square Enix deux fois par mois, le 1er et 3e vendredi. Le magazine a été publié pour la première fois le 3 décembre 2004.

## Mangas prépubliés (liste non exhaustive)
- The Arms Peddler
- Bamboo Blade
- Le Berceau des esprits
- Bitter Virgin
- Caterpillar
- Darker than Black
- Dimension W
- Dungeon ni deai o motomeru no wa machigatteiru darō ka
- Front Mission Dog Life and Dog Style
- Goblin Slayer Gaiden: Year One
- Hameln no violin-hiki
- Hidan no Aria
- L'Île de Hôzuki
- Jackals
- Jusqu'à ce que la mort nous sépare
- Kid I Luck!
- Kurokami
- Manhole
- Mononoke
- Oreshura
- Over Bleed
- Reset
- Sekirei
- Space Dandy
- Sumomomo Momomo
- Tenpō ibun ayakashi ayashi
- Übel Blatt